# Piaractus
Piaractus és un gènere de peixos de la família dels caràcids i de l'ordre dels caraciformes.

## Taxonomia
- Piaractus brachypomus (Cuvier, 1817)[2]
- Piaractus mesopotamicus (Holmberg, 1887)[3][4][5][6][7][8][9][10]